# Vereeniging (Zuid-Afrika)
Vereeniging is een stad met 377.922 inwoners in het zuiden van de Zuid-Afrikaanse provincie Gauteng aan de Vaalrivier.

## Vredesverdrag
In Vereeniging hebben de Boeren en de Engelsen in mei 1902 hun vredesconferentie gehouden. De inleidende gesprekken zijn begonnen op 9 april 1902 in Klerksdorp. Hoewel de uiteindelijke ondertekening van het vredesverdrag plaatsvond in het Melrose-huis te Pretoria (31 mei 1902), wordt de overeenkomst toch 'de vrede van Vereeniging' genoemd.

## Subplaatsen
Het nationaal instituut voor de statistiek, Stats SA, deelt sinds de census 2011 deze hoofdplaats in in 48 zogenaamde subplaatsen (sub place), waarvan de grootste zijn:
- Bedworth Park • Debonair Park • Duncanville • Ironside AH • Peacehaven • Roshnee • Rust Ter Vaal • Sonlandpark • Three Rivers • Tshepong.

## Stedelijke regio
Samen met Vanderbijlpark en Sasolburg vormt Vereeniging de Vaaldriehoek. Dit is een belangrijk industriegebied in Zuid-Afrika voor onder meer ijzer, staal, olie en kolen.